# Волчев, Всеволод
Всеволод Волчев (пол. Wsiewołod Wołczew, при рождении Всеволод Васильевич Вылчев (болг. Всеволод Василиевич Вълчев); 18 июня 1929, Ленинград — 1 июня 1993, Катовице) — польский историк, философ и публицист болгарско-русского происхождения, идеолог ортодоксального крыла ПОРП. Выступал с позиций догматического марксизма-ленинизма и сталинизма. Фактически возглавлял Катовицкий партийный форум, выступал за силовое подавление Независимого профсоюза «Солидарность», принимал активное участие во внутрипартийной борьбе на стороне «партийного бетона» и персонально Анджея Жабиньского. После преобразования ПНР в Третью Речь Посполитую несколько лет возглавлял Ассоциацию польских марксистов.

## Происхождение
Родился в семье болгарского коммуниста-политэмигранта. Его отец Васил Вылчев участвовал в коммунистическом Сентябрьском восстании 1923 и после его подавления эмигрировал в СССР. Жил в Ленинграде, женился на русской гражданке СССР, занимался теоретическими исследованиями. В 1938 репрессирован НКВД и расстрелян в ходе Большого террора. Посмертно реабилитирован в 1956.
Эвелина Вылчева, мать Всеволода Волчева, работала бухгалтером. После безуспешных попыток узнать судьбу мужа она вышла замуж за поляка Самуэла Гашнера, командира РККА и активиста Союза польских патриотов. В 1946 семья получила разрешение переехать в Польшу (впоследствии Всеволод Волчев не раз сожалел об этом). Обосновались в Люблине, потом в Катовице. Фамилия Вылчевых была полонизирована, стала писаться и произноситься как Волчев.

## Догматик-ортодокс
С раннего детства Всеволод Волчев воспитывался в духе ортодоксального коммунизма. Трагическая судьба отца не изменила его взглядов. В ПНР Волчев стал функционером идеологического аппарата — сначала в аналогах комсомола, потом в правящей компартии ППР-ПОРП.
Окончил люблинский Университет Марии Склодовской-Кюри. В 1962—1970 преподавал там историю. С 1970 работал в катовицком Силезском университете, был одним из организаторов Института политических наук. С 1973 — сотрудник Силезского научного института, заместитель директора по политическим исследованиям. Имел учёные степени магистра истории и магистра экономики, доктора гуманитарных наук. Защитил кандидатскую диссертацию в Высшей школе общественных наук при ЦК ПОРП. Его научными интересами являлись история польского революционно-социалистического движения, прежде всего в Люблинском регионе, история международного коммунистического движения, история СССР.
Идеологически Волчев стоял на позициях догматического марксизма-ленинизма. Все его тексты писались в соответствующем понятийном аппарате и терминологии. Декларативно выступая от имени рабочего класса против буржуазии и бюрократии, временами отмечая «извращения периода культа личности» и даже осуждая сталинские репрессии — во всех практических выводах Волчев стоял на позициях однопартийного государства, планово-централизованной экономики, командно-административной системы. Критикуя политику Владислава Гомулки, Эдварда Герека, Войцеха Ярузельского как «бюрократическую» и «враждебную рабочему классу», он осуждал по большей части «правый оппортунизм», «либерализацию», «соглашательство с антисоциалистическими силами и католической церковью». Из всех периодов истории ПНР серьёзной критики Волчева не вызывало лишь откровенно сталинистское правление Болеслава Берута.

## Противник «Солидарности»
Летом 1980 Польшу захлестнула волна забастовок. Руководство ПОРП и правительство ПНР не решились применить насилие и вынуждены были пойти на диалог с Межзаводскими забастовочными комитетами. Были заключены Августовские соглашения, легализовавшие независимый профсоюз Солидарность. Уже через несколько месяцев в «Солидарности» состояли почти 10 миллионов поляков. Рабочие получили право на самоорганизацию и забастовку. Значительно расширились свободы слова, печати, собраний.
Эти перемены Всеволод Волчев с самого начала воспринял крайне враждебно — несмотря на рабочий характер «Солидарности», её самоуправленческие идеи и в целом социалистические лозунги. В происходящем он видел опасность для государственной марксистско-ленинской идеологии и монопольной власти ПОРП. Волчев принадлежал к идеологическому аппарату — для этой социальной группы реальные перемены не оставляли никакой социальной перспективы. Политика Станислава Кани (с сентября 1980 первый секретарь ЦК ПОРП) и Войцеха Ярузельского (с февраля 1981 глава правительства ПНР, с октября первый секретарь ЦК ПОРП) вызывала жёсткую критику за «оппортунизм», «нерешительность», «потворство антисоциалистическим силам».
Всеволод Волчев позиционировался как непримиримый противник «Солидарности». Из катовицких идеологических функционеров он создал Клуб Болеслава Берута (программа и позиция явствовали из названия). При этом Волчев ориентировался на лидеров «партийного бетона» в руководстве ПОРП — членов Политбюро Стефана Ольшовского, Тадеуша Грабского, Станислава Кочёлека, позднее Мирослава Милевского и в особенности Анджея Жабиньского, который являлся первым секретарём Катовицкого воеводского комитета ПОРП. В конфликте между рабочим классом и партийной бюрократией Волчев однозначно стал на сторону второй — при всех своих теоретизированиях на эти темы.

## Лидер «бетонного» форума

### Идеолог жёсткой линии
11 декабря 1980 Жабиньский встретился с представителями «Клуба Болеслава Берута». Была достигнута договорённость о создании более широкой структуры, которая поведёт «бескомпромиссную борьбу против врагов социализма». Стратегической целью Жабиньского было давление на предстоящий IX чрезвычайный съезд ПОРП — создать среди делегатов перевес «бетона» либо сорвать съезд вообще. Со своей стороны первый секретарь гарантировал полную поддержку своим административным ресурсом.
Организация получила название Катовицкий партийный форум (KFP). Официальное учреждение состоялось 15 мая 1981. Формальной задачей была названа подготовка платформы к IX съезду. В группу вошли около ста человек — марксистско-ленинские обществоведы и преподаватели, партийные журналисты и лекторы, чиновники среднего и нижнего уровня, аффилированные с партаппаратом представители рабочей аристократии. Был сформирован руководящий орган — Программный совет. Председателем стал шахтёр Герард Габрысь (незадолго до того кооптированный в Политбюро), его заместителями — партийный чиновник Гжегож Кмита и Всеволод Волчев.
Именно Волчев являлся главным идеологом, оратором и публичным лицом KFP (председательство Габрыся как «спецрабочего» было сугубо номинальным). Он готовил все публичные выступления и документы форума. Волчев заявлял об «угрозе завоеваниям социализма», выражал непримиримую враждебность к «Солидарности» как «антисоциалистической контрреволюции», призывал к «консолидации здоровых сил партии» и жёстким мерам защиты ПОРП и существующего строя. Он требовал жёсткого курса, «идеологической однозначности» в ПОРП, предупреждал о «перерождении в ревизионистскую, социал-демократическую и буржуазно-либеральную партию». Резко критиковал таких партийно-государственных руководителей, как Станислав Каня, Войцех Ярузельский, Казимеж Барциковский и в особенности Мечислав Раковский, считавшийся лидером партийных «либералов».
Возглавляемая Волчевым группа была немногочисленна и не располагала рычагами власти. Однако KFP играл заметную роль во внутрипартийном противоборстве. Лидеры «бетона» всерьёз обсуждали вопрос об отстранении Кани и Ярузельского, разрыве Авугстовских соглашений, силовом подавлении «Солидарности». В качестве кандидата в первые секретари ЦК ПОРП рассматривался Жабиньский. Была установлена связь с влиятельными кругами КПСС, КПЧ, СЕПГ. Планировалась даже интервенцию в Польшу со стороны СССР, ЧССР и ГДР — по типу «братской помощи» Чехословакии 1968 (полиграфическая база KFP располагалась в чехословацкой Остраве, под эгидой консервативно-сталинистского секретаря регионального комитета КПЧ Мирослава Мамулы). KFP использовался как таран в публичном политическом наступлении. В июне 1981 казалась реальной перспектива «бетонного бунта» на IX съезде и выдвижения Жабиньского на первый пост партии.

### Поражение на съезде
Выступления Волчева и KFP встречали жёсткий отпор. Председатель Катовицкого профцентра «Солидарности» Анджей Розплоховский называл Волчева «платным клакёром, главарём сталинистской квазимафии, готовым убивать „контрреволюционеров“, „ревизионистов“, „правых оппортунистов“ и „буржуазных либералов“, настоящим врагом Польской Народной Республики». С другой стороны, резолюции осуждения принимали заводские первичные организации ПОРП и катовицкие делегаты IX съезда. Они характеризовали KFP как «сталинистских политиканов из чёрных 1950-х годов» (имелись в виду политические репрессии беруто-бермановских времён), «изолированную в обществе группировку, пытающаяся атаковать процесс демократизации».
Против «догматизма и консерватизма» высказывалось большинство членов Политбюро, начиная с Кани и Ярузельского. С критикой «ортодоксальных сектантов» выступал печатный орган ЦК ПОРП Trybuna Ludu. Против «консерватизма и догматизма» высказались Каня, Раковский, Барциковский. Раковский говорил, что Волчев «опирается на Прагу и Хонеккера» — его деятельность оценивалась как враждебная и порождённая иностранным вмешательством. О встречах Волчева с официальными представителями ГДР в негативном контексте сообщала профсоюзная печать.
Не выдержав давления, от KFP отмежевался председатель Габрысь. Волчев вынужден был значительно умерить тональность и обратиться с разъяснениями в ЦК и Центральную комиссию партконтроля. IX съезд ПОРП укрепил позиции генерала Ярузельского и его сторонников, вывел из Политбюро Жабиньского и Габрыся. Но при этом курс ПОРП в отношении «Солидарности» ужесточился, и это позволило KFP вновь активизироваться с призывами к «окончательному решению».
Однако руководство ПОРП во главе с Ярузельским считало нецелесообразной активность KFP. Воеводское управление Катовице распорядилось прекратить его деятельность. Выполняя это указание, 29 сентября 1981 KFP преобразовался в Катовицкий марксистско-ленинский семинар (KSML) при Воеводском центре идеологического просвещения. Руководителем KSML оставался Всеволод Волчев. Семинар в полной мере сохранил идеологический догматизм и агрессивность. Между KSML и заводскими парткомами на этой почве случались серьёзные конфликты. На металлургическом комбинате Хута Катовице дошло до драки между ортодоксальными сторонниками Волчева и членами парторганизации, поддерживавшими официальную линию ПОРП. Но на самостоятельную политическую линию Волчев больше не претендовал.

## При правлении Ярузельского
13 декабря 1981 в Польше было введено военное положение. Многие деятели KFP стали функционерами военного режима. Что касается Всеволода Волчева, то он — по последующим отзывам — был его противником, потому что считал «не спасением социализма, а спасением Ярузельского». Поддерживал в конфликте с властями «бетонную» Ассоциацию «Реальность», возглавляемую отставленным Тадеушем Грабским. Безуспешно предлагал организовать для Политбюро и «Реальности» посредничество в ГДР.
Симпатизирующие Волчеву источники утверждают, будто в 1982 он ожидал скорого падения режима. В то же время с публичными политическими заявлениями Волчев в тот период не выступал и предположения о его позиции основаны либо на поздних сочинениях, либо на информации сподвижников после его смерти.
Ярузельский и его окружение отнюдь не были заинтересованы в жёстком силовом сценарии, беспорядках и кровопролитии. Центральные власти начали менять катовицкие руководящие кадры. Генерал Роман Пашковский, 16 декабря назначенный Катовицким воеводой, называл своей задачей «усмирение партийных ястребов во главе с Жабиньским». В начале января Жабиньский был снят с поста первого секретаря и заменён Збигневом Месснером. Деятельность KFP и подобных ему групп была быстро и решительно свёрнута.
Во второй половине 1980-х Волчев работал в Щецинском университете, возглавлял кафедру политологии, читал лекции по философии. В бурных событиях конца десятилетия — забастовочная волна 1988, Круглый стол, «полусвободные» выборы, формирование первого некоммунистического правительства и смена общественного строя Польши — он практически не проявился. Одиозная идеологическая репутация, отсутствие собственного организационного ресурса, утрата аппаратной поддержки (Жабиньский к тому времени умер, Ольшовский эмигрировал, Милевский, Грабский, Сивак, Кочёлек были выведены из политики) лишили Волчева всякого влияния.

## Последние годы
В 1990 Всеволод Волчев вышел на пенсию. Жил в Катовице, председательствовал в Ассоциации польских марксистов — теоретическом кружке, не имевшем политического значения. В ассоциацию входили интеллектуалы противоположных направлений — от «ревизиониста» Адама Шаффа до близкого Волчеву «бетонного» функционера Зыгмунта Найдовского.
Некоторые сочинения Волчева — например, Замечания об истоках и предпосылках нынешнего кризиса мировой системы социализма, написанные в начале 1989, во время Круглого стола — вызывают интерес исследователей и оживлённую полемику. Волчев писал, что новый польский капитализм (на тот момент ещё только формировавшийся) происходит из социалистической ПНР, и политика декоммунизации не меняет этого факта. Он также указывал на мощь рабочего класса — без поддержки которого свержение социализма и реставрация капитализма не могли бы совершиться. В то же время ответственность за поражение социализма Волчев возлагал на «привилегированный слой управленцев». Исследователи отмечают сходство поздних позиций Волчева уже не со сталинизмом, а с троцкизмом, его персональной фигуры — с Львом Троцким после поражения и высылки из СССР. На этом основании делается скоропалительный вывод об антисталинизме Волчева. Конкретная политическая позиция в 1980—1981 при этом игнорируется.
Волчев резко критиковал команду Ярузельского за «вероломство», «буржуазную реставрацию», «сговор на Круглом столе с другим центром антисоциалистических сил» и т. д. Однако на парламентских выборах 1991 он призывал голосовать за Союз демократических левых сил — коалицию, сгруппированную вокруг бывшей номенклатуры ПОРП. Политическая практика Волчева вновь разошлась с его формально-теоретическими постулатами.

## Смерть и похороны
Скончался Всеволод Волчев незадолго до своего 64-летия.

Мы должны благодарить тех, кто наверху, за то, что военное положение не привело к власти таких, как Всеволод… Он умер через два года после распада СССР. Может быть, с отчаяния из-за конца мира, который был для него землёй счастья.

На похоронах Волчева исполнялся «Интернационал». Сложилось так, что играл оркестр шахты «Вуек» — оплота «Солидарности», подавленного вооружённой силой 16 декабря 1981, при военном положении.